# Pescadores guipuzcoanos en Terranova
Los pescadores guipuzcoanos en Terranova, actual Canadá,  se extendió desde principios del siglo XVI hasta el tratado de Utrech en 1713.
Durante este período, los pescadores guipuzcoanos, especialmente provenientes de puertos como Motrico, Orio, San Sebastián y Pasajes, jugaron un papel fundamental en la industria pesquera del Atlántico Norte, destacándose en la pesca del bacalao y la caza de ballenas.
Las expediciones de pesca eran estacionales. Para la pesca del bacalao, las embarcaciones partían en marzo y regresaban en septiembre, mientras que las embarcaciones dedicadas a la caza de ballenas zarpaban entre marzo y abril, regresando en diciembre.  Esta actividad no solo abastecía de bacalao a Europa, sino que también producía aceite de ballena, una mercancía altamente valorada en la época, utilizado para la iluminación.
El puerto de Pasajes se convirtió en un centro neurálgico para la comercialización del aceite de ballena, generando grandes beneficios económicos para los diferentes sectores que participaban directa o indirectamente en la empresa. 
Cada año, alrededor de 20 embarcaciones guipuzcoanas, diez dedicadas a la caza de ballenas y otras diez a la pesca del bacalao, zarpaban de estos puertos, consolidándose como una de las principales potencias pesqueras de la época en el Atlántico Norte.

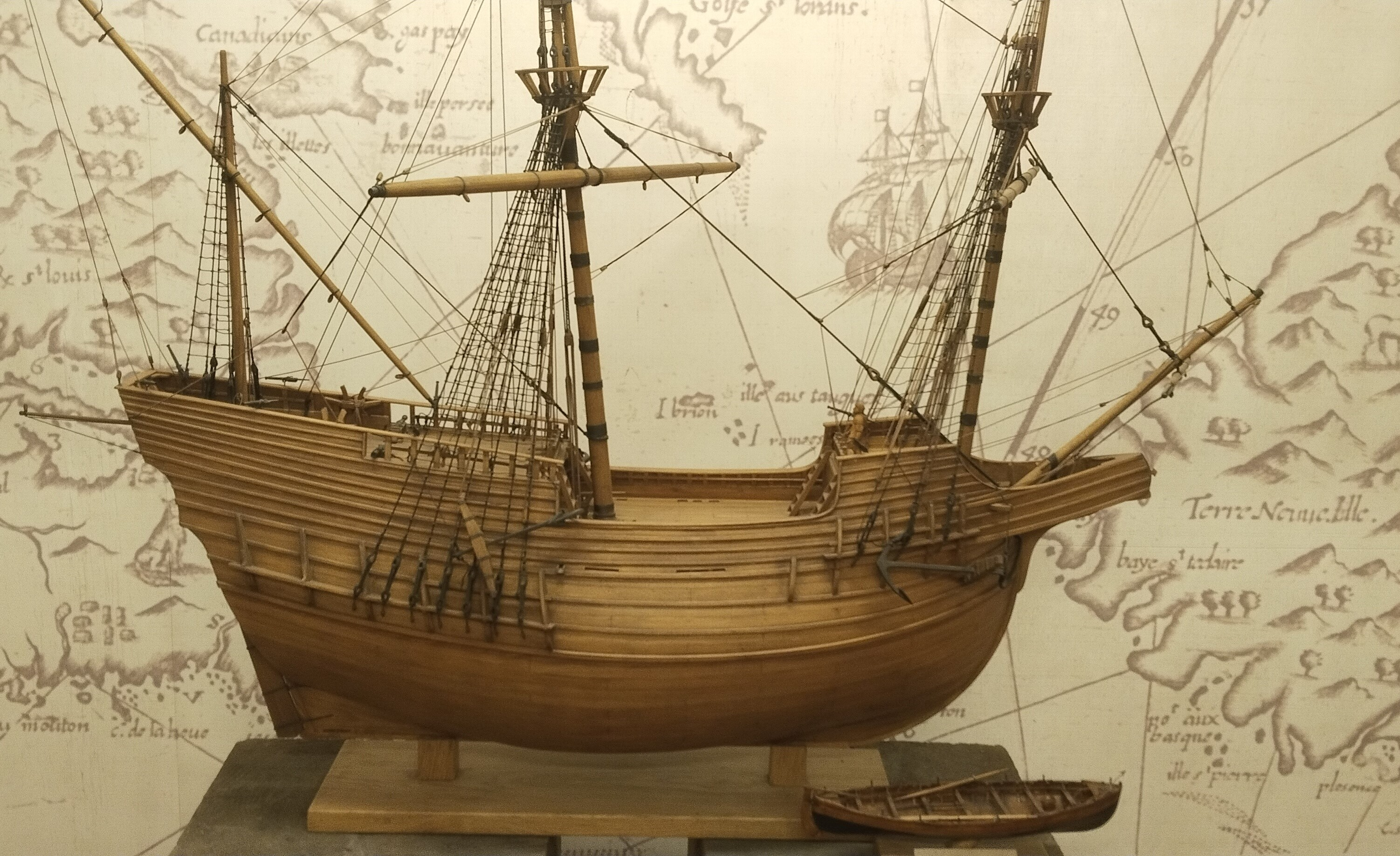
Barco ballenero vasco. Albaola (Pasajes)

## Descripción
Una expedición ballenera de escala media necesitaba un gran número de marineros, arponeros, toneleros, etc. La tripulación de una nao contaba aproximadamente con unos 60 - 80  tripulantes. 
Las empresas a gran escala se desarrollaron  durante las décadas de 1540 y 1550, se habían organizado en pequeños viajes mixtos para bacalao y ballena. Pero en las décadas de 1560 y 1570, las expediciones a Terranova evolucionaron en dos vertientes distintas, balleneras y bacaladeras.
El siglo XVI fue el apogeo de ésta actividad llegando a haber 2000 vascos en diferentes asentamientos en el estuario de San Lorenzo (Canadá).
Las expediciones balleneras, casi exclusivamente en grandes naos de  madera de roble de 200 a 700 toneladas , fueron principalmente financiadas por dos a cuatro acaudalados mercaderes.
Las empresas bacaladeras, en pequeñas naos de 50 a 250 toneladas, fueron a menudo financiadas por asociaciones de seis a ocho hombres de condición económica modesta o mediana, también llamados armadores.
En un viaje, que duraba dos meses la ida y un mes de vuelta, salían desde los puertos  en busca de bacalao y de ballenas. Ambas expediciones eran muy diferentes, pues el bacalao se cogía en primavera y verano y las ballenas en junio para regresar en diciembre.

## Marinería y vida a bordo

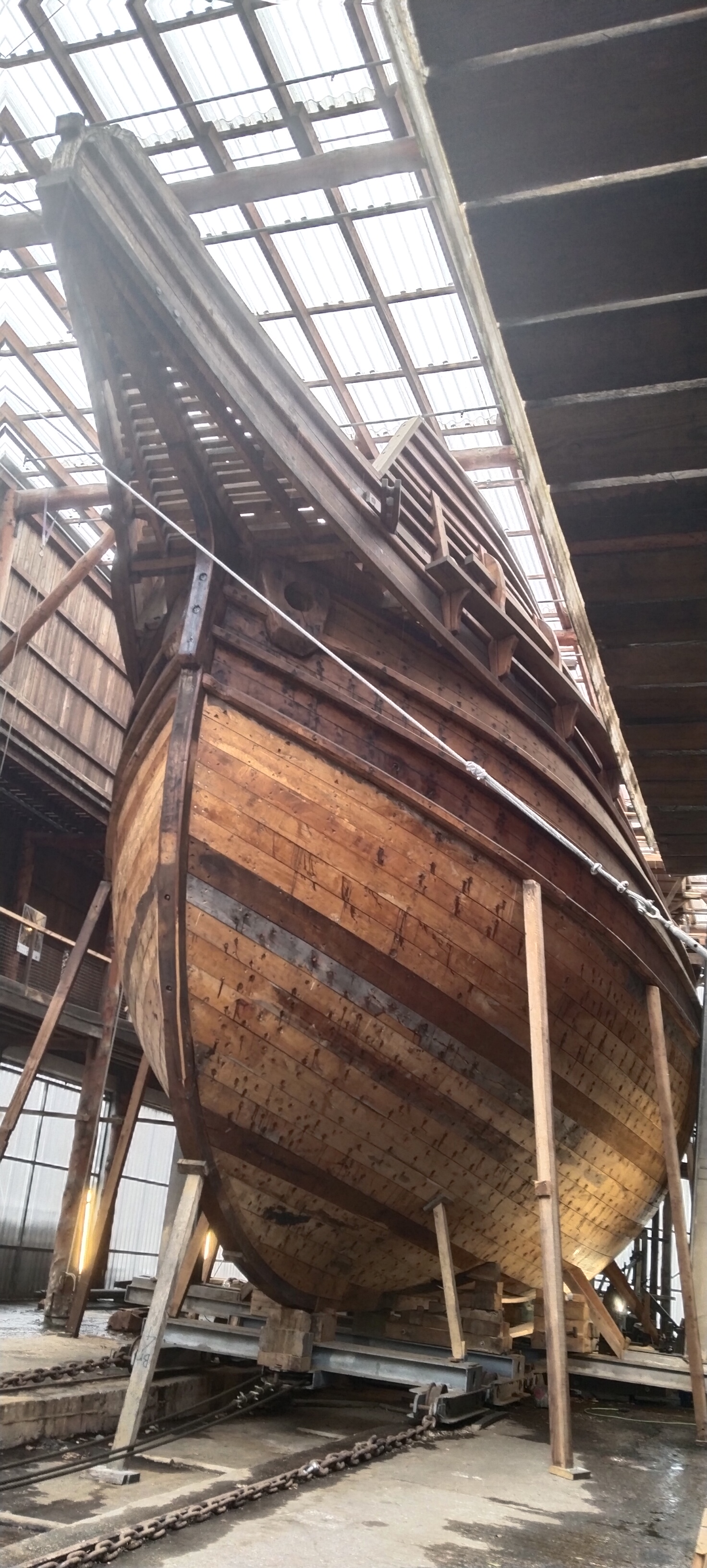
Barco ballenero vasco. Albaola. Pasajes

A medida que la experiencia de los marineros aumentaba, podían ascender en la jerarquía a bordo de las naos desde paje a marinero, despensero, maestre, contramaestre y piloto. Esta promoción en la jerarquía se realizaba, en particular, entre los que estaban alfabetizados.
Se contrataba para la expedición a cirujanos, profesionales muy codiciados, tanto por su escasez  en tierras vascas como por la imperiosa necesidad de contar con al menos uno que acompañara  a la expedición en aquella tierra hostil. 
Muchas veces, se contrataba a barberos y curanderos, excelentes en los remedios caseros, pero ineficaces en cuestión de congelaciones, amputaciones, aplastamientos o ahogamientos. Situaciones tremendamente cotidianas durante la pesca de la ballena en Terranova. 
La vida religiosa estaba garantizada con la presencia de un cura o en el trayecto o en el punto de llegada a Terranova.
Muchos marineros asumían aquellos viajes como los últimos días de su vida, ya que eran muchos los que no regresaban, víctimas de la inclemencia del tiempo, de la enfermedad, del cansancio o de la inoperancia de los sanitarios.
En la costa disponían de fondeaderos naturales donde los marinos podían instalar estaciones de procesado compartidas por varios barcos,

Los capitanes sólo aceptaban en su tripulación, como certifica el testimonio de Santiago de Arribillaga, armador de un buque:
“Toda la gente que se embarca en cada uno de los navíos, todos regularmente son mozos de buena salud, sin tener otra necesidad que afeitarse.”

Durante la estancia a bordo, su alimentación estaba basada en habas, guisantes, mostaza, ajo, galleta, patatas, aves y dos veces por semana cerdo salado, en la ida, y de carne de ballena y bacalao a la vuelta.
Hacia el fin del viaje los alimentos comenzaban a escasear. Lo que no podía faltar era la sidra, ya que esta bebida tan cantábrica evitaba la aparición de escorbuto. El agua dulce estaba reservada para el consumo humano.
Absolutamente imprescindible era la sal para conservar los bacalaos durante el regreso, los candiles para iluminar la oscura noche de Terranova si la jornada de trabajo se prolongaba más 12 horas diarias, y las calderas de cobre en las que se cocinaba la carne de ballena para extraer su grasa, el auténtico beneficio de la empresa.
La vida del expedicionario ballenero era una vida muy insalubre y nauseabunda, y las enfermedades se propagaban muy fácilmente si no se tomaban las medidas adecuadas.
Durante el invierno de 1576-1577, muchos balleneros murieron congelados con sus barcos atrapados en los hielos. Entre generaciones siempre se transmitió aquella terrible invernada. Tras la desastrosa experiencia, la mayoría de las expediciones regresaban antes de octubre. Los marineros eran capaces de sublevarse si su capitán les pedía que se quedaran más tiempo del estipulado, de ahí también el rígido horario de trabajo para sacar el máximo beneficio antes del regreso.
El trabajo era agotador. La persistente niebla con una temperatura media de −15 °C las congelaciones de extremidades y dedos estaban a la orden del día. A ello se sumaba el cansancio, la falta de higiene personal y las enfermedades. Únicamente las enfermedades graves permitían el relevo del puesto, porque las lumbalgias, los sabañones o las úlceras se consideraban tan cotidianas que no se trataban . Esto no quiere decir que fueran a la postre causa de incapacitaciones o de muertes, sólo que eran males asumibles. Al final del día, el cansancio acumulado era tan extremo que los hombres apenas se tenían en pie.
Sin duda se trataba de una vida extremadamente difícil, alejada de cualquier romanticismo y en la que únicamente la esperanza de una buena paga lograba hacerla soportable.

## La pesca de la ballena

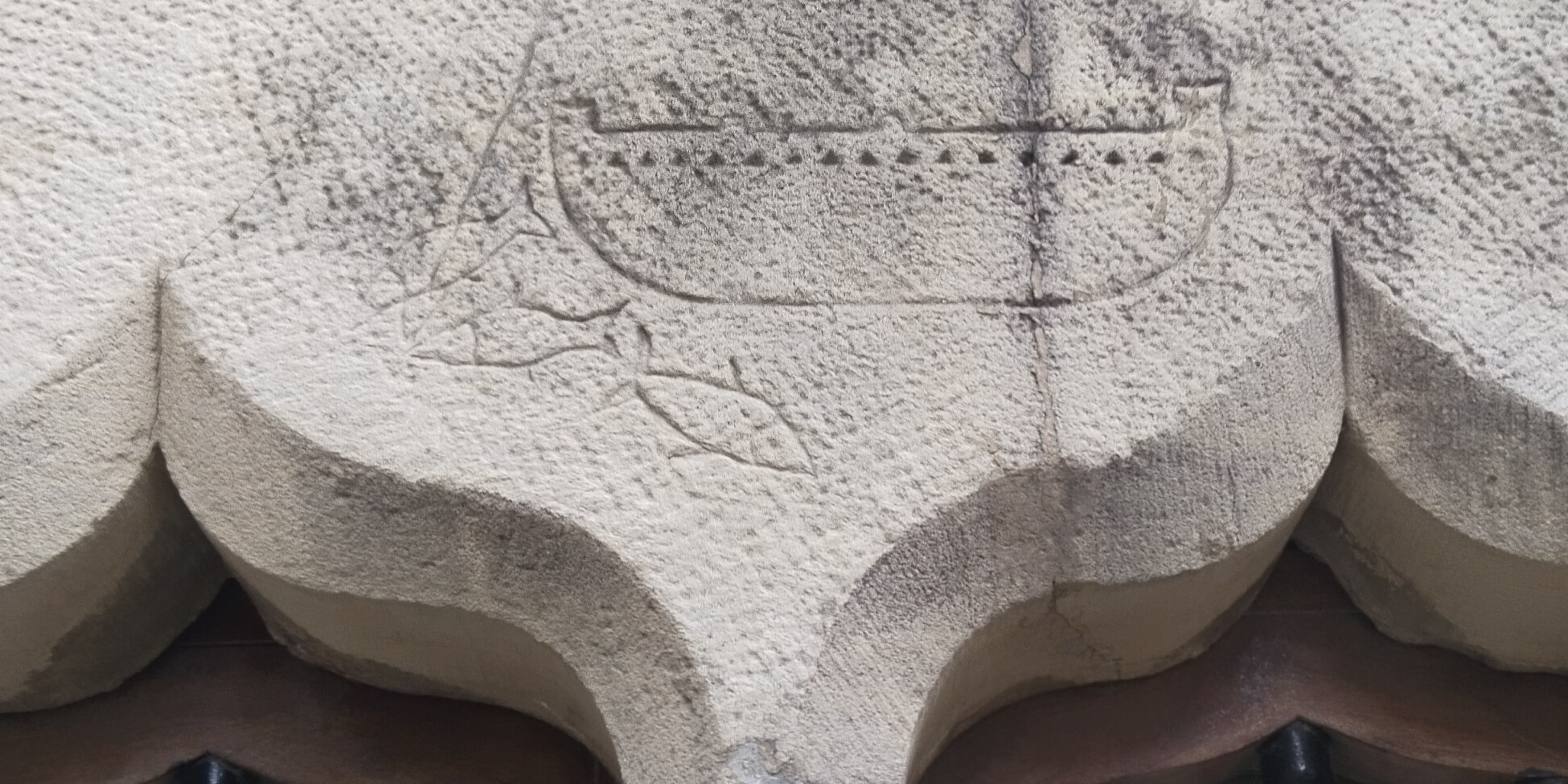
Grabado en una casa de ballenero en Orio.

Una vez que el vigía avistaba la ballena, el barco se acercaba a unos dos kilómetros del cetáceo y se botaban las chalupas que se acercaban en silencio con los estrobos aceitados para no hacer ruido. 
La tripulación estaba compuesta por cinco remeros, timonel y arponero. 
El primer arponazo, directo al lomo del gran cetáceo, era el más peligroso. En cuanto atinaban, la ballena se revolvía y se sumergía. Por eso la gruesa cuerda  a la que se enganchaba  iba unida a una boya de madera que permitía perseguir a la ballena sumergida y,  al salir a flote en cualquier momento, podía lanzarlos por los aires con un aletazo.
Con un segundo arponazo estaban unidos a la ballena por la cuerda  atada a la proa de la embarcación. Se deslizaban remolcados por el animal furioso. Era una lucha sin cuartel.
Cuando la ballena sacaba de nuevo el cuerpo, desde la chalupa la asaeteaban con las lanzas sangraderas y, a base de puyazos, el animal se iba debilitando. El mar se enrojecía  alrededor y, tras un par de horas de lucha, el cetáceo moría y era remolcado ya que flotaba una vez muerto.

## Indios, piratas y corsarios
En Terranova habitaban dos tipos de indios esquimales: los que entablaron tratos comerciales y los que no. El historiador Isasti los describía así:
“Los hombres salvajes que allí habitaban como bárbaros sin casas y sin vestidos de paño, sino con solos pellejos de venados, y son de dos géneros; unos se llaman esquimales, que son inhumanos, porque suelen dar asalto a los nuestros con sus arcos y flechas y matar y comerlos. Otros se llaman montañeses o canadlenses, que conversan con los nuestros y dan aviso, cuando sienten que vienen los otros malos.”
Las travesías eran muy peligrosas ya que a las dificultades propias del viaje, debían enfrentar a los piratas europeos que cruzaban a lo largo de Terranova.
Otra  amenaza era la corsaria, que provenía de los buques franceses de La Rochela, siempre enemistados con la Corona española y que no dejaron de hostigar a la marinería vasca durante los siglos XVI y XVII.
También había en esas aguas corsarios guipuzcoanos que hostigaban a la flota francesa como Miguel de Iturain.
En 1613 los vascos  intentaron la caza de ballenas  en aguas de Islandia. Aquella nueva tentativa, que comenzó con hasta 17 barcos, duró sólo tres años y la experiencia fue tan dura como su clima. Tanto es así que allí dejaron sus vidas   muchos marinos vascos,entre ellos el capitán donostiarra Martín de Villafranca y una veintena de sus hombres que fueron asesinados por la población local en Vestfiroir en 1615.
El presidente americano Thomas Jefferson hizo alusión a la presencia de pescadores vascos como pioneros de la presencia europea en América.

## Trascendencia económica
La expedición ballenera a Terranova se empezaba a organizar en enero, con la intención de partir  a finales de primavera, generalmente en la segunda semana de junio, y llegar a la costa americana en los prolegómenos del verano, en la segunda mitad del mes de agosto, y aprovechar el deshielo. Realmente la fecha idónea para la captura de la ballena era el invierno, cuando las ballenas en su migración otoñal desde el océano Ártico hacia los mares del Sur.
Más tarde, el invierno recubriría de hielo las aguas de la bahía, pudiendo aprisionar algún barco. Excepcionalmente, elegían quedarse en América del norte durante la temporada invernal, si una pesca infructuosa no permitía llenar el barco y completaban la carga en la primavera, en la migración de las ballenas hacia el norte.

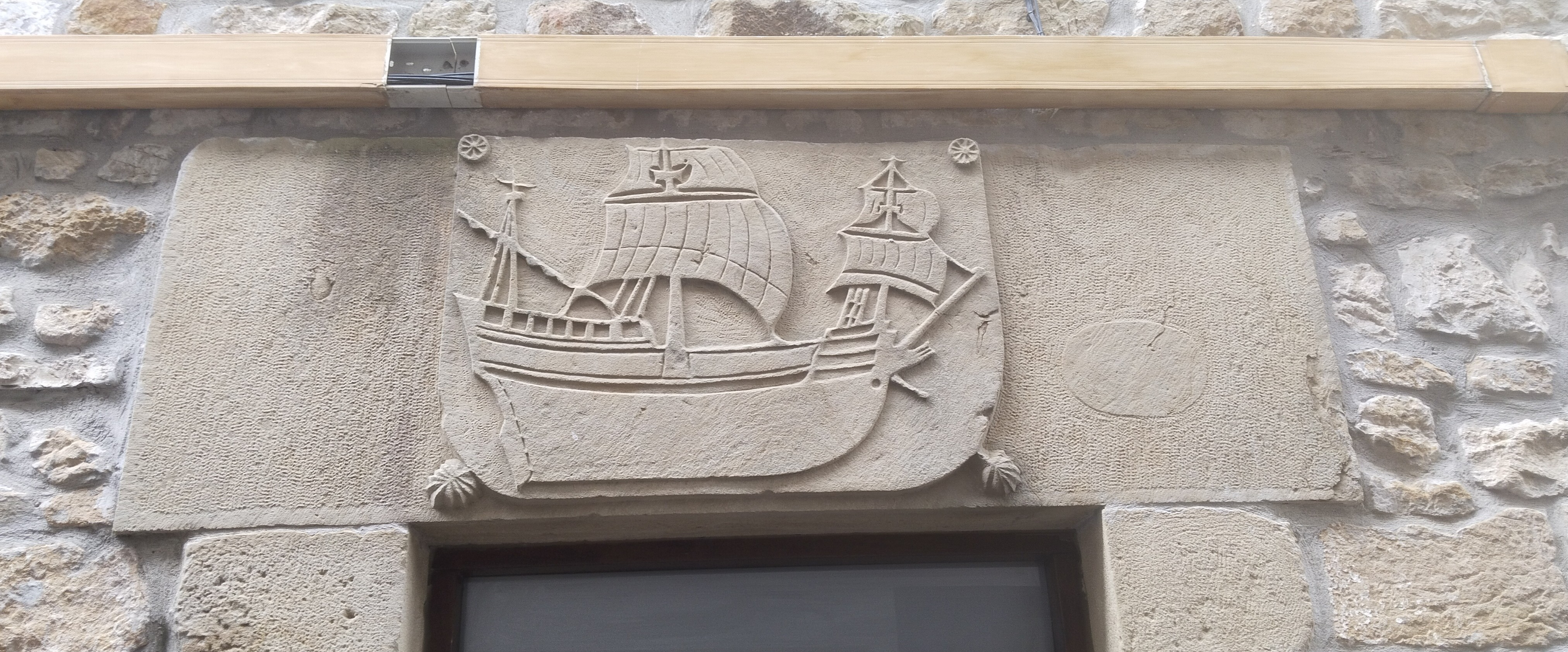
Dintel de la casa de un ballenero en Orio (Guipúzcoa)

El momento más satisfactorio de la vida a bordo del barco se celebraba al divisar el puerto de llegada. En las villas, las campanas replicaban por el retorno de sus hijos pródigos y la gente acudía a puerto. El más importante fue el de San Sebastián, población apoyada por privilegios forales y reales en cuanto a la pesquería que la colocaron en una fácil situación de dominio sobre el resto de Guipúzcoa y de Vizcaya.
Cuando los viajes daban buen resultado el pago a los tripulantes, en la forma de participaciones en la pesca, representaba ingresos que eran considerablemente mejores que los que se podían sacar de la mayoría de las actividades vinculadas a tierra firme. Una pequeña inversión en una expedición a Terranova podía significar el comienzo de un proceso de acumulación de capital para una persona de recursos limitados.
El aceite  de ballena era muy apreciado en la época. Con ella se iluminaban las farolas de las urbes europeas, se fabricaban paños y se curtían algunos cueros. Su demanda fue enorme y la comercialización alcanzó dimensiones internacionales.
Con el dinero obtenido por la venta del aceite que podía transportar cada uno de estos grandes barcos se podían adquirir, en aquel entonces, dos galeones.
Los inmensos beneficios obtenidos propiciaron que toda la comunidad quisiera obtener una tajada del negocio. Alzola, Deva, Orio, San Sebastián y sobre todo Pasajes se convirtieron en importantes centros de comercialización de la grasa de ballena.
En torno a estos puntos claves se desarrollaban unas actividades mercantiles que daban vida a sus respectivas comunidades. Armadores y balleneros aparte, aparecieron profesiones de lonjeros, aleros, trajineros, mercaderes, etc. Surgieron particulares que alquilaban sus calderas de cobre, gente que aportaba crédito a los capitanes para armar sus barcos, otros se contrataban para recuperar a nado la carga si el barco naufragaba cerca del puerto de destino, o los que limpiaban las barbas de ballena y las transformaban en grasa en grandes calderas de cobre.
Las barricas de grasa se almacenaban en los sótanos de las casas que entraban a formar parte de la cadena de comercialización. Allí la grasa era traspasada a grandes tinajas de barro elaboradas en Sevilla. En estos sótanos y lonjas podían estar tiempo indefinido, trasportándose según los pedidos.
Los mercaderes de la costa guipuzcoana principalmente de Motrico, Oyarzun, Zarauz o Deva tenían fuertes enlaces comerciales con habitantes del interior (Alzola, Elgoibar y Éibar), a través del río Deva, que era una ruta principal. También con habitantes de villas más lejanas río arriba por la ruta del valle del Deva como Placencia de las Armas, Vergara, Mondragón y Salinas de Léniz, y de las ciudades de Vitoria y Burgos.

## Arqueología naval
La presencia de los balleneros vascos en la costa Terranova quedó de manifiesta en Red Bay y Chateau Bay, en la península de Labrador, donde construyeron pesquerías para organizar la actividad que consistía en fletar al menos 15 naos por temporada, y a todos sus tripulantes: carpinteros, remeros, arponeros, toneleros, etc.

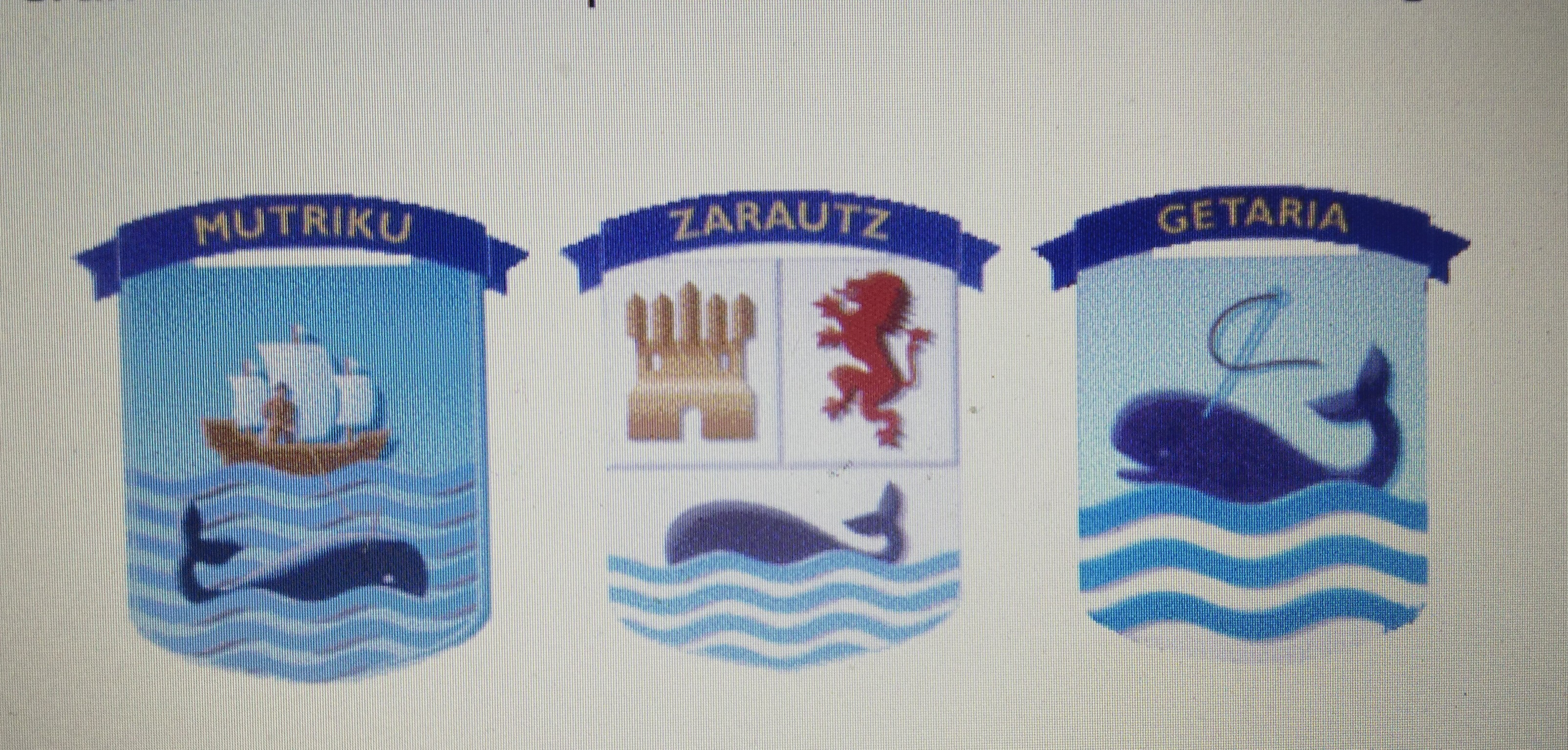
Ballenas en los Blasones de Villas Guipuzcoanas

Los capitanes, depositarios del secreto de las pesquerías, dormían aparte. Siempre había al menos un cura viviendo con ellos. En el campamento de Red Bay podía llegar a albergar a 2.000 vascos durante la temporada.
Gracias a la labor de investigación realizada por la canadiense Selma Huxley, experta en estas efemérides, se han dado a conocer el nombre de algunos marineros naturales de Orio: Joanes de Echaniz, Madalena de Urdaire, Domingo de Aganduru, María de Arranibar, Domicuca de Arbe, María Joango de Aganduru, Francisco de Jaureguieta, Lázaro de Segura, etc.
Las expediciones balleneras vascas habrían llegado por primera vez en 1518, según fecha documentada. Juan de la Riva fue el primer marino vasco que rodeó la península de Terranova en 1532.
La nao ballenera San Juan de Ulía, construida por los hermanos Laborda en el puerto de Pasajes en el siglo XVI, tenía 25 metros de longitud y 109 toneladas de peso. Se hundió en aguas de Terranova en 1565, junto con sus 60 tripulantes por un temporal del norte cuando pretendía regresar a Europa, transportando entre 800 y 1.000 barricas de aceite, provenientes de entre 6 y 9 ballenas. Fue descubierto en la bahía de Red Bay en 1978 e inspiró el museo vivo astillero de  Albaola en Pasajes de San Pedro.

## Epílogo
Fueron muchos  marineros anónimos de los pueblos  guipuzcoanos los que emprendieron la arriesgada  aventura a Terranova. 
Compartieron en el tiempo  la historia marítima con miles de guipuzcoanos que acompañaron a  ilustres exploradores, militares, cosmógrafos o religiosos guipuzcoanos como Elcano, Urdaneta, Blas de Lezo,   Oquendo, López de Legazpi, Antón de Escalante, Gaztañeta,  Areizaga, Carquizano,  Soraluce, Lezcano,  Churruca,  Bonechea,  Ferrer y Cafranga, Larraspuru ,  Martínez de Irala,  Goicoa, Machín de Rentería, Lope de Olano, Juan Martínez de Azoque,  Nicolás Sáez de Elola, Sancho de Urdanibia o  Lope de Aguirre entre otros muchos.  